# Sarawan
Le Sarawan ou Saraouan est une ancienne province du royaume de Kalat, dans le Baloutchistan (Pakistan). Il était situé entre l'Afghanistan au nord, le Katch Gandava à l'est, le Jhalawan au sud et le Mékran au sud-ouest. Son chef-lieu était Kalat.